# رونالد ماك
رونالد ماك هو محاسب وسياسي أسترالي، ولد في 20 مايو 1904 في وارنامبول في أستراليا، وتوفي في 12 فبراير 1968 في Hawthorn, Victoria ‏ في أستراليا. انتخب President of the Victorian Legislative Council ‏ (14 سبتمبر 1965 – 12 فبراير 1968) وانتخب عضو المجلس التشريعي الفيكتوري ‏ عن دائرة Western Province (Victoria) ‏ (18 يونيو 1955 – 12 فبراير 1968) وانتخب عضو الجمعية التشريعية  في فيكتوريا ‏ عن دائرة Warrnambool ‏ (13 مايو 1950 – 5 ديسمبر 1952).